# Vetochkino
Vetochkino (Ветошкино) est un village de Russie situé dans le raïon de Gaguino de l'oblast de Nijni Novgorod et le siège administratif du conseil rural de Vetochkino qui comprend treize autres villages. Il comptait 587 habitants en 2020.

## Géographie
Le village se trouve sur la rive droite de la rivière Piana.

## Description
Le village dispose d'une école moyenne et une station ambulatoire. L'église de la Décollation-de-Saint-Jean-Baptiste, construite en style néo-classique au début du XIXe siècle est en cours de restauration. Il reste les ruines de l'ancien manoir du riche entrepreneur Vassili Pachkov, qu'il a fait construire dans les années 1890 dans le goût anglais par l'architecte Piotr Boïtsov, ressemblant à son autre manoir de Kriokchino (dans l'oblast de Moscou). 

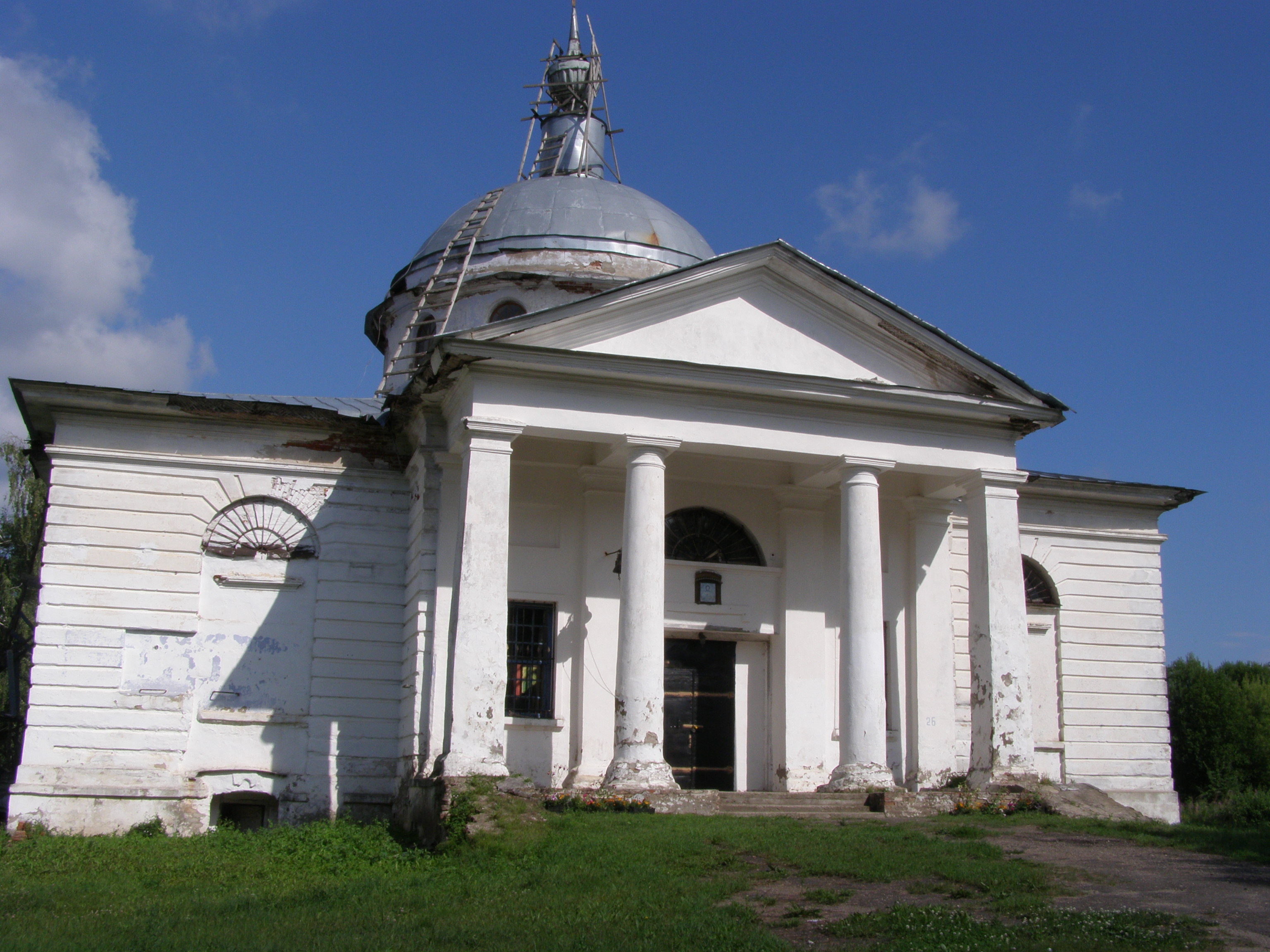
Façade de l'église de Vetochkino.